# Haardtrand – Faulenberg
Das Naturschutzgebiet Haardtrand – Faulenberg liegt im Landkreis Südliche Weinstraße in Rheinland-Pfalz. Das etwa 14 ha große Gebiet, das im Jahr 1991 unter Naturschutz gestellt wurde, erstreckt sich am südwestlichen Rand der Ortsgemeinde Gleisweiler. Unweit östlich verläuft die Landesstraße 504, unweit südlich fließt der Hainbach.